# Magyarország a 2022-es junior atlétikai világbajnokságon
Magyarország a kolumbiai Caliban megrendezésre kerülő 2022-es junior atlétikai világbajnokság egyik részt vevő nemzete volt, 21 sportolóval képviseltette magát.

## Érmesek
| Érem      | Versenyző | Versenyszám | Dátum        |
| --------- | --------- | ----------- | ------------ |
| Bronzérem | Tóth Anna | 100 m gát   | augusztus 6. |

## Eredmények

### Férfi
| Versenyző          | Versenyszám    | Előfutam   | Előfutam   | Előfutam   | Elődöntő | Elődöntő | Elődöntő | Döntő   | Döntő    |
| Versenyző          | Versenyszám    | Idő        | Hely.      | Össz.      | Idő      | Hely.    | Össz.    | Idő     | Helyezés |
| ------------------ | -------------- | ---------- | ---------- | ---------- | -------- | -------- | -------- | ------- | -------- |
| Kubasi János       | 800 m          | 1:51,01    | 5.         | 25.        | kiesett  | kiesett  | kiesett  | kiesett | kiesett  |
| Kovács Ferenc Soma | 3000 m akadály | nem indult | nem indult | nem indult |          |          |          | kiesett | kiesett  |
| Kovács Ferenc Soma | 1500 m         | 3:47,20    | 4.         | 14.        |          |          |          | kiesett | kiesett  |
| Szinte Bálint      | 1500 m         | 3:56,06    | 10.        | 33.        |          |          |          | kiesett | kiesett  |
| Polyák Zoltán      | 110 m gát      | 34,36      | 6.         | 45.        | kiesett  | kiesett  | kiesett  | kiesett | kiesett  |
| Molnár Csaba       | 400 m gát      | 52,49      | 2.         | 25.        | 51,72    | 7.       | 20.      | kiesett | kiesett  |
| Soós Levente       | 400 m gát      | 53,02      | 6.         | 34.        | kiesett  | kiesett  | kiesett  | kiesett | kiesett  |

| Versenyző       | Versenyszám   | Selejtező | Selejtező | Selejtező | Döntő    | Döntő    |
| Versenyző       | Versenyszám   | Eredmény  | Hely.     | Össz.     | Eredmény | Helyezés |
| --------------- | ------------- | --------- | --------- | --------- | -------- | -------- |
| Guth Mátyás     | Magasugrás    | 208 cm    | 2.        | 8.        | 210 cm   | 5.       |
| Bánovics József | Rúdugrás      | 505 cm    | 6.        | 12.       | 515 cm   | 11.      |
| Horváth Márk    | Súlylökés     | 18,27 m   | 10.       | 16.       | kiesett  | kiesett  |
| Csekő Miklós    | Kalapácsvetés | 74,07 m   | 3.        | 6.        | 71,10 m  | 11.      |
| Füredi Dániel   | Kalapácsvetés | 66,04 m   | 10.       | 22.       | kiesett  | kiesett  |
| Herczeg György  | Gerelyhajítás | 72,63 m   | 2.        | 4.        | 67,22    | 10.      |

| Versenyző      | Versenyszám | 100 m | 100 m | Távolugrás | Távolugrás | Súlylökés | Súlylökés | Magasugrás | Magasugrás | 400 m    | 400 m | 110 m gát | 110 m gát | Diszkoszvetés | Diszkoszvetés | Rúdugrás | Rúdugrás | Gerelyhajítás | Gerelyhajítás | 1500 m     | 1500 m | Végeredmény | Végeredmény |
| Versenyző      | Versenyszám | Idő   | Pont  | Eredmény   | Pont       | Eredmény  | Pont      | Eredmény   | Pont       | Idő      | Pont  | Idő       | Pont      | Eredmény      | Pont          | Eredmény | Pont     | Eredmény      | Pont          | Idő        | Pont   | Pont        | Helyezés    |
| -------------- | ----------- | ----- | ----- | ---------- | ---------- | --------- | --------- | ---------- | ---------- | -------- | ----- | --------- | --------- | ------------- | ------------- | -------- | -------- | ------------- | ------------- | ---------- | ------ | ----------- | ----------- |
| Gálpál Zsombor | Tízpróba    | 11,35 | 784   | 624 cm     | 639        | 15,60 m   | 827       | 178 cm     | 610        | 51,74 PB | 736   | 14,88     | 864       | 37,48 m       | 614           | 430 cm   | 702      | 52,63 m       | 628           | 4:47,69 PB | 633    | 7037        | 16.         |

### Női
| Versenyző        | Versenyszám     | Előfutam | Előfutam | Előfutam | Elődöntő | Elődöntő | Elődöntő | Döntő    | Döntő     |
| Versenyző        | Versenyszám     | Idő      | Hely.    | Össz.    | Idő      | Hely.    | Össz.    | Idő      | Helyezés  |
| ---------------- | --------------- | -------- | -------- | -------- | -------- | -------- | -------- | -------- | --------- |
| Kocsis Anna Luca | 100 m           | 11,82    | 7.       | 38.      | kiesett  | kiesett  | kiesett  | kiesett  | kiesett   |
| Varga Gréta      | 3000 m akadály  | 10:21,72 | 4.       | 7.       |          |          |          | 10:18,63 | 8.        |
| Tóth Anna        | 100 m gát       | 13,49    | 2.       | 8.       | 13,16    | 2.       | 3.       | 13,00    | Bronzérem |
| Spiller Tiziana  | 10 km gyaloglás |          |          |          |          |          |          | 50:22,26 | 22.       |

| Versenyző         | Versenyszám   | Selejtező | Selejtező | Selejtező | Döntő    | Döntő    |
| Versenyző         | Versenyszám   | Eredmény  | Hely.     | Össz.     | Eredmény | Helyezés |
| ----------------- | ------------- | --------- | --------- | --------- | -------- | -------- |
| Garamvölgyi Petra | Rúdugrás      | 395 cm    | 8.        | 16.       | kiesett  | kiesett  |
| Csatári Jázmin    | Kalapácsvetés | 61,98 m   | 3.        | 5.        | 60,16 m  | 9.       |
| Viszkeleti Villő  | Kalapácsvetés | 61,29 m   | 4.        | 9.        | 61,11 m  | 5.       |
| Kövér Fanni       | Gerelyhajítás | 52,73 m   | 5.        | 5.        | 54,38 m  | 5.       |